# Ванамийза (Сауе)
Ва́намийза (ест. Vanamõisa küla) — село в Естонії, у волості Сауе повіту Гар'юмаа.

## Населення
Чисельність населення на 31 грудня 2011 року становила 551 особу.